# جادوگر و مار سفید
جادوگر و مار سفید (به انگلیسی: The Sorcerer and the White Snake) فیلمی با بازی جت لی و محصول سال ۲۰۱۱ است، این فیلم پیش از نام: جادوگر و مار سفید نام‌های پیشنهاد شده‌ای مانند: این است عشق (It's Love) و بانو مار سفید (Madame White Snake) و فروانروا و مار سفید (Emperor and the White Snake) را بر روی خود داشت اما سرانجام نام جادوگر و مار سفید برای این فیلم برگزیده شد و بر روی این فیلم گذاشته شد، فیلم جادوگر و مار سفید به کارگردانی چینگ سیاو-تونگ و بر پایه افسانه چینی مار سفید ساخته شده‌است، ساختن این فیلم با تکنیک فیلم‌های سه‌ بعدی در دهم سپتامبر سال ۲۰۱۰ آغاز شد و در شانزدهم ژانویه سال ۲۰۱۱ به پایان رسید، این فیلم برای نخستین بار در شصت و هشتمین جشنواره بین‌المللی فیلم ونیز در سوم سپتامبر سال ۲۰۱۱ به نمایش درآمد و سپس در بیست و هشتم سپتامبر سال ۲۰۱۱ در چین و در بیست و نهم سپتامبر سال ۲۰۱۱ در هنگ کنگ اکران شد، از تاریخ سیزدهم فوریه سال ۲۰۱۳ شرکت مگنولیا پیکچرز پخش و فروش فیلم جادوگر و مار سفید را در دی – وی – دی‌های بسته‌بندی شده آغاز کرد.

## فیلم‌نامه
با آن که فیلم‌نامه این فیلم برگرفته از افسانه مار سفید است که یکی از افسانه‌های پر آوازه چینی است اما بخش‌هائی از فیلم‌نامه این فیلم برگرفته از افسانه‌های اروپائی هستند، برای نمونه نبرد فاهای (جت لی) با هارپی یخی پیوندی با افسانه چینی مار سفید نداشته و برگرفته از افسانه یونانی هارپی است و یا نبرد فاهای (جت لی) با خفاش خون‌آشام نیز پیوندی با افسانه چینی مار سفید ندارد و برگرفته از افسانه اروپائی خون‌آشام است.

## دوبلاژ
زبان فیلم جادوگر و مار سفید زبان ماندارین است، فیلم جادوگر و مار سفید به زبان‌های انگلیسی، فرانسوی، اسپانیولی، هندی، اردو و ..... دوبله شده‌است، در نسخه‌های دوبله شده فیلم جادوگر و مار سفید به زبان‌های فرانسوی و اسپانیولی ده تا پانزده دقیقه از این فیلم پاک شده‌است! فیلم جادوگر و مار سفید به زبان فارسی دوبله نشده‌است اما نسخه‌هائی از این فیلم به زبان‌های ماندارین و انگلیسی با زیرنویس فارسی در جهان اینترنت یافت می‌شوند.

## داستان
دو خواهر که دارای نیروهای فرا انسانی هستند با آن که هر کدام بیش از هزار سال دارند جوان مانده و در جنگلی زندگی می‌کنند، این دو خواهر هم می‌توانند به شکل انسان دربیایند و هم می‌توانند به شکل مار غول‌آسا دربیایند، یکی از این دو خواهر سوسو نام دارد و پوشاک سفید می‌پوشد و هنگامی که مار می‌شود به شکل مار سفید درمی‌آید، خواهر دیگر جین‌جین نام دارد و پوشاک سبز می‌پوشد و هنگامی که مار می‌شود به شکل مار سبز درمی‌آید. 
یک روز پزشکی جوان به نام شوشیان برای گردآوری گیاهان داروئی به بالای کوه می‌رود، جین‌جین برای شوخی با این پزشک به شکل مار سبز درآمده و شوشیان را می‌ترساند، شوشیان هم دستپاچه شده و از بالای کوه به درون یک آبگیر می‌افتد، پس از افتادن شوشیان به آبگیر سوسو به شکل انسان درآمده و به درون آبگیر می‌رود و شوشیان را با تنفس دهان به دهان از مرگ می‌رهاند. 
در پی این رویداد سوسو عاشق شوشیان می‌شود و شوشیان نیز عاشق سوسو می‌شود و سرانجام سوسو و شوشیان پیمان زناشوئی می‌بندند، البته سوسو چون دیوانه‌وار عاشق شوشیان است درباره فرا انسان بودن خودش و خواهرش و این که هم خودش و هم خواهرش با داشتن بدن و چهره‌ای مانند دختران جوان بیش از هزار سال دارند چیزی به شوشیان نمی‌گوید چون می‌ترسد شوشیان آزرده شود. 
عشق سوسو به شوشیان از او زنی مهربان، نیکوکار و فداکار می‌سازد، چنان که یک روز گروهی از مردم را دسته‌ای از اهریمنان گرفتار بیماری مرگباری می‌کنند، شوشیان که پزشک است می‌خواهد با داروئی که ساخته است آنها را درمان کند، این دارو هیچ ارزشی برای درمان آن بیماری ندارد اما سوسو پنهانی نیروی زیست فرا انسانیش را در آن دارو می‌دمد و با این کارش خودش رنجور و کم توان می‌شود، شوشیان هم با آن دارو بیماران را درمان می‌کند بی آن که بداند نیروی زیست فرا انسانی سوسو آن بیماران را درمان می‌کند نه آن دارو! 
یک راهب بودائی به نام فاهای که با اهریمنان و فرا انسان‌های بدکردار می‌جنگد با دیدن آن دارو که به گونه‌ای شگفت‌آور بیمارانی را که دچار بیماری مرگباری هستند درمان می‌کند پی می‌برد که باید پای یک فرا انسان در میان باشد! فاهای برای سپاسگزاری از شوشیان خنجری به او می‌دهد که اگر فرا انسان‌ها را زخمی کند آنها می‌میرند، سپس فاهای در کوچه‌ای پس از درگیری اندکی با سوسو از او می‌خواهد که از این سرزمین و از پیش شوهرش به جای دیگری برود، سوسو به خانه بازمی‌گردد اما درباره این رویداد و درگیریش با فاهای چیزی به شوشیان نمی‌گوید. 
از سوی دیگر شوشیان شرابی را خریده و به خانه آورده بود که یکی از ویژگی‌های آن درمان مارگزیدگی بود، سوسو نادانسته از این شراب می‌نوشد و پی می‌برد که کم‌کم دارد به مار تبدیل می‌شود! پس به اتاقی دیگر می‌رود تا شوشیان با دانستن راز سوسو آزرده نشود، در این گیر و دار فاهای به خانه شوشیان حمله می‌کند و با سوسو که ماری غول‌آسا شده‌است درگیر می‌شود، در این میان شوشیان ناخواسته و نادانسته و بی آن که بداند آن مار غول‌آسا سوسو یا همان دختر زیبائی است که عاشق اوست با خنجر جان‌ستانی که فاهای به او پیشکش کرده‌ بود سوسو را زخمی می‌کند اما سوسو می‌گریزد! 
شوشیان پس از آن که پی می‌برد آن مار غول‌آسائی که زخمی کرده بود همان دختر مهربان و زیبائی است که عاشقش بوده‌است به سختی دچار عذاب وجدان می‌شود و با آن که می‌فهمد سوسو بیش از هزار سال دارد عشق او به سوسو چند برابر می‌شود، شوشیان را موشی که دوست سوسو و خواهرش جین‌جین بود آگاه می‌کند که تنها راه درمان سوسو گیاه روانبخش است که در ساختمان لی‌فنگ یافت می‌شود، از این روی شوشیان بر آن می‌شود تا از ساختمان لی‌فنگ گیاه روانبخش را که حتی مرده‌ها را نیز زنده می‌کند به دست آورد و آن را به سوسو برساند تا سوسو که با مرگ دست و پنجه نرم می‌کرد درمان شود. 
ساختمان لی‌فنگ که بازداشتگاه اهریمنان و فرا انسان‌های بدکردار بود چنان ترسناک بود که حتی فرا انسان‌ها نیز یارای نزدیک شدن به آن را نداشتند اما نیروی عشق آتشین و دیوانه‌واری که شوشیان به سوسو داشت او را وامی‌دارد تا با به جان خریدن هر خطری به ساختمان لی‌فنگ رفته و گیاه روانبخش را به دست آورد. 
شوشیان به ساختمان لی‌فنگ می‌رود و پس از سختی‌های فراوان و با به خطر انداختن جانش گیاه روانبخش را به دست می‌آورد و آن را به موشی که دوست سوسو و خواهرش جین‌جین بود می‌دهد تا به سوسو برساند، اهریمنانی هم که در ساختمان لی‌فنگ زندانی بودند به شوشیان می‌تازند و سپس می‌کوشند که او را ربوده و بکشند اما فاهای و راهبان دیگر شوشیان را از مرگ می‌رهانند و می‌کوشند با افسون لوهان درمانش کنند. 
از سوی دیگر سوسو نه تنها با گیاه روانبخش درمان می‌شود بلکه نیروی فرا انسانیش چند برابر می‌شود و با خواهرش جین‌جین به پیش فاهای آمده و از او می‌خواهد که شوشیان را آزاد کند، فاهای هر چه می‌گوید که شوشیان زندانی نیست و دارد درمان می‌شود سوسو و خواهرش باور نمی‌کنند و نبرد سهمگینی میان سوسو و خواهرش از یک سو و فاهای از سوی دیگر آغاز می‌شود. 
فاهای در این نبرد پیروز می‌شود و سوسو در ساختمان لی‌فنگ زندانی شده و نیروی فرا انسانیش را نیز از دست می‌دهد! سوسو که دیوانه‌وار عاشق شوشیان است ناله کرده و گریه‌کنان خواهش می‌کند که یک بار دیگر شوشیان را ببیند، این خواهش سوسو پذیرفته می‌شود و شوشیان و سوسو اشکریزان فرجامین دیدار را انجام می‌دهند و سوسو برای همیشه در ساختمان لی‌فنگ زندانی می‌شود!

## نقد فیلم
با آن که هنرپیشه سرشناسی مانند جت لی که با هنرهای رزمی شناخته می‌شود در این فیلم هنرنمائی می‌کند اما این فیلم یک فیلم رزمی (آن چنان که برخی در ذهن دارند) نیست و این فیلم یک تراژدی دردناک و اندوهبار عشقی است که اشک چشم بیننده را سرازیر می‌کند و جت لی (فاهای) در این فیلم بیشتر نقشی منفی دارد!

## بازیگران
- جت لی (فاهای)
- هوانگ شنگ‌یی (سوسو / مار سفید)
- ریموند لام (شوشیان)
- شارلین چوی (جین‌جین / مار سبز)
- ون جانگ (ننگ رن)
- ویویان هسو (هارپی یخی)
- جیانگ وو (لاک‌پشت)
- میریام یانگ (خرگوش)
- لام سوئت (خروس)
- چاپمن تو (قورباغه)
- آنجلا تانگ Angela Tong (گربه)
- سونیا کواک (روباه)
- میشل وای Michelle Wai (دختر خفاش)
- لا کار-یینگ (گیاه‌شناس)
- هونگ جیه 洪杰 (گیاه‌شناس)
- هان دونگ 韩栋 (گیاه‌شناس)